# Sárközi György Tibor
Sárközi György Tibor (Sajószentpéter, 1955. március 15. –) gépészmérnök.

## Gyermekkora
A családja Kecskemétről került a kazincbarcikai építkezésekre, így - bár alföldi gyökerekkel rendelkezik - Sajószentpéteren látta meg a napvilágot. Édesapja munkaügyi osztályvezetőként tevékenykedett.
Gyermekkorát Kazincbarcikán töltötte. Elsősorban a nyelvtanulás izgatta, egyszerre tanult németül, oroszul, angolul.
Középiskolai tanulmányait a Ságvári Endre Gimnázium orosz tagozatos osztályában folytatta. Amolyan apai örökségként kezdett vívással foglalkozni, majd futballozott, illetve a gimnázium röplabdacsapatában játszott.

## Tanulmányai
Kilencéves korától minden nyáron egy hónapot cserediákként az NDK-ban töltött, így az érettségi idején adódott a továbbtanulási lehetőség, a Drezdai Műszaki Egyetem Járműgépész Karára jelentkezett. Négy évet töltött a nagy hagyományokkal rendelkező szász városban, ahol 52 nemzet fiaiból verbuválódott a kollégiumi közösség, amely lehetőséget nyújtott más kultúrák alapos megismerésére is.
1992-ben euromérnöki oklevelet (EUR ING) szerzett.
2011-ben a Magdeburgi Egyetemen logisztikai szakterületen Dr.-Ing.tudományos fokozatot szerzett, amelyet itthon PhD fokozatként honosított az informatikai tudományok területén.

## Szakmai pályafutása
1977-ben a Borsod Volánhoz került, ahol fejlesztőmérnökként kezdett, hamarosan termelésirányító, műszaki-gazdasági tanácsadó, fejlesztési csoportvezető, majd a nemzetközi fuvarszervezési iroda vezetője lett. 1990-ben nevezték ki a Borsod Volán igazgatójává, majd az átszervezés után lett a részvénytársaság vezérigazgatója.
2011-ben cimzetes egyetemi docens lett a Miskolci Egyetemen.
2016 óta a Nemzeti Mobilfizetési Zrt.-nél dolgozik mint vezető szakértő.
Szakmai tudását, felkészültségét különböző szakmai és tudományos szervezetekben is kamatoztatta: a Közúti Közlekedési Vállalkozások Szövetsége elnöke, alelnök az ICC Hungary Közlekedési Bizottságban, a Közlekedéstudományi Egyesület B.-A.-Z. megyei szervezetének társelnöke, a B.-A.-Z. Megyei Közgyűlés Területfejlesztési Bizottságának tagja és a Stratégiai és Közszolgáltató Vállalatok Országos Szövetségének elnöke.

## Díjai, elismerései
- 1998 - Magyar Köztársasági Arany Érdemkereszt
- 2004 - Baross Gábor-díj
- 2007 - Bokik Cégvezetői Díj
- 2009 - Az Év Menedzsere Díj
- 2010 - A Miskolci Egyetemért Érdemérem
- 2010 - Az Év Logisztikai Menedzsere[4] (Magyar Logisztikai, Beszerzési és Készletezési Társaság)
- 2012 - Magyar Érdemrend Lovagkeresztje
- 2012 - Üzleti Etikai díj (Borsod Volán Vezérigazgatójaként) [5]
- 2013 - Dr. Szentpáli István Díj (BOKIK)
- 2019 - Magyar Érdemrend tisztikeresztje

## Tudományos élete, szakmai cikkek
- Automatic identification system related to logistics of coach management, Santa Clara, Cuba, 06-10.11.2006, COMEC 2006, VI. Conferencia Cientifica International de Ingenieria Mecanica Universidad Central „Marta Abreu” de Las Villas (2006.11.06). ISBN 959-250295-1
- The maintenance logistics process of vehicle of transport by computer-aided code identification system, Santa Clara/Cuba, 04-06. 11. 2008 COMEC 2008 V Conferencia Cientifica International de Ingenieria Mecanica Universidad Central „Marta Abreu” de Las Villas (2008.11.05).   helytelen ISBN kód: 959-250404-2 .
- Analysing and optimizing surface passenger transport networks by logistical approach XXIII. MicroCAD International Scientific Conference, Miskolc, Hungary 19-20 March 2009. ISBN 978-963-661-880-3. S. 185 – 190.
- Periodic timetable optimization in the public road transport services, Advanced Logistic Systems, Theory and Praxis, Volume 3. p. 219-225, University of Miskolc, 2009. Béla Illés, Richárd Ladányi, György Sárközi, HU ISSN 1789-2198
- The role and importance of simulation in the logistical processes of public transport, XXIV. MicroCAD International Scientific Conference, Miskolc, Hungary 18-19. March 2010. Richárd Ladányi, György Sárközi. ISBN 978-963-661-920-6. S. 149 -156.
- Rádiófrekvenciás termékazonosítási rendszer gyakorlati megvalósítási lehetőségei a haszongépjárművek karbantartási logisztikai folyamataiban, CECOL Central European Conference On Logistics, Miskolc, 2010.11.26. Sárközi György, ISBN 978-963-661-946-6
- Possibilities of applying E-ticketing data for planning and modelling in public transport, XXV. microCAD International Scientific Conference, Miskolc, Hungary 31. March – 01. April 2011. György Sárközi.  helytelen ISBN kód: 978-963-661-9 . S- 125 – 130.
- Energierationalisierung in Logistiksystemen,  16. Magdeburger Logistiktagung, 29.06.-01.07. 2011. Magdeburg, Prof. Dr. Béla Illés, György Sárközi. Fraunhofer-Verlag 2011. ISBN 978-3-8396-0281-2. S. 111-120
- Jelentős létszámot foglalkoztató ipari üzemek közúti munkaerő-szállításának igényvezérelt termelésirányítási rendszere, Sárközi György – Fukker Bertalan – Illés Béla, Innováció és fenntartható felszíni közlekedés, IFFK-Konferencia 2011. augusztus 29-31., Óbudai Egyetem, ISBN Online: ISBN 978-963-88875-3-5  CD: ISBN 978-963-88875-2-8 , Editor: Péter Tamás
- István AJTONYI, Béla ILLÉS, György SÁRKÖZI, Attila TROHÁK: Wireless Remote Diagnostics in the Automotive Industry, , Proceedings of 2nd ISW on DCS, Miskolc-Lillafüred, Hungary, 24th October, 2011.
- Doktori értekezése: Az országos közúti közlekedési hálózatok elemzése és optimalizálása objektumorientált, logisztikai szemléletmód alapján (2011, intézmény: Otto von Guericke Universität, Magdeburg, Németország)
- SÁRKÖZI, György, ILLÉS Béla: Telematikai helyzetkép és kihívások a magyar közösségi közlekedésben, XXVI. microCAD Nemzetközi Tudományos Konferencia, 2012. március 29-30, Miskolci Egyetem, ISBN 978-963-661-773-8
- Entwicklungstendenzen der Telematik-anwendungen im  ungarischen öffentlichen Personenverkehr,  17. Magdeburger Logistiktagung, 27.06.-28.06. 2012. Magdeburg, Prof. Dr. Béla ILLÉS, Dr.-Ing. György SÁRKÖZI. Fraunhofer-Verlag 2012. ISBN 978-3-8396-0281-2.   S. 111-120
- Entwicklungstendenzen der Telematik-anwendungen im ungarischen öffentlichen Personenverkehr, Prof. Dr. Béla ILLÉS, Dr.-Ing. György SÁRKÖZI, Santa Clara/Cuba, 04-06. 11. 2012 COMEC 2012 V Conferencia Cientifica International de Ingenieria Mecanica Universidad Central „Marta Abreu” de Las Villas,  ISBN 978-959-250-757-9
- SÁRKÖZI, György, ILLÉS Béla: Telematics-based Logistic Solutions for Demand Responsive Rural Public Transport in Hungary, XXVII. microCAD Nemzetközi Tudományos Konferencia, 2013. március 21-32, Miskolci Egyetem, ISBN 978-963-358-018-9
- Dr. Sárközi György:  Konnektivitás a közösségi közlekedésben: Connected Bus; Innováció és fenntartható felszíni Közlekedés, IFFK-Konferencia, 2014. augusztus 25-27. ,Óbudai Egyetem, Online: ISBN 978-963-88875-3-5; CD: ISBN 978-963-88875-2-8 Editor:	Péter Tamás
- Dr. Sárközi György: A konnektivitás jelentősége a közösségi közlekedésben és a hazai alkalmazása: Connected Bus. Közlekedéstudományi Szemle; LXIV. évfolyam, 6. szám. 2014. december
- Dr. Sárközi György, Fukker Bertalan, Demeter Péter: Valós idejű adatok elemzésén alapuló üzemanyag controlling rendszer megvalósítása az észak-magyarországi közlekedési régióban; Innováció és fenntartható felszíni Közlekedés, IFFK-Konferencia, 2014. augusztus 25-27. ,Óbudai Egyetem, Online: ISBN 978-963-88875-3-5; CD: ISBN 978-963-88875-2-8 Editor:Péter Tamás
- Dr. Sárközi György, Fukker Bertalan, Demeter Péter: Valós idejű adatok elemzésén alapuló üzemanyag controlling rendszer megvalósítása az észak-magyarországi közlekedési régióban; Közlekedéstudományi Szemle; LXV. évfolyam, 2. szám. 2015. április
- Dr. Sárközi György, Horváth Márton Tamás: Evaluation Criteria for Demand Responsive Transport – Through the Analysis of Domestic and International Systems, XXX. microCAD Nemzetközi Tudományos Konferencia, 2016. április 21, Miskolci Egyetem, ISBN 978-963-358-113-1
- Dr. Sárközi György, Veres Mihály: Az adatvezérelt együttműködő közszolgáltatások fejlesztési lehetőségei és irányai a Nemzeti Mobilfizetési Zrt. által kidolgozott Nemzeti Smart City Technológiai Platform alkalmazásával (Paper 02)  ,2016. augusztus, Óbudai Egyetem, Online: ISBN 978-963-88875-3-5 , CD: ISBN 978-963-88875-2-8, Editor: Péter Tamás
- Dr. Sárközi György, Szigeti Márk: Intelligens autóbuszok gyártmányfejlesztési szempontjai, 2016. augusztus, Óbudai Egyetem, Online: ISBN 978-963-88875-3-5 , CD: ISBN 978-963-88875-2-8, Editor: Péter Tamás
- Sárközi György, Illés Béla, Wagner György: Telematikai alapú logisztikai megoldások az igényvezérelt helyközi közlekedési szolgáltatásokban Magyarországon, XXXI. microCAD International Multidisciplinary Scientific Conference. ISBN 978-963-358-132-2, 2017. pp. 71-85.[6]